# 전주 나들목
전주 나들목(Jeonju IC)은 전북특별자치도 전주시 덕진구 용정동에 설치된 호남고속도로의 25번 교차로다. 반월동으로 진출할 수 있으며, 인근에 호남제일문과 전주월드컵경기장이 있다. 호남제일문 근처에는 고속버스 승하장이 있다. 요금소가 한옥 형식으로 되어있는 게 특징이다.만약에 부산,창원등 부울경에서 군산,보령으로 가길 원한다면 이 나들목보다는 새만금포항고속도로의 완주 나들목을 이용하여 새만금북로를 이용하는 것이 빠르다.과거에는 전주 나들목을 이용하는 것이 빨랐지만,새만금북로가 연장 개통된 이후에는 완주 나들목을 이용하는 것이 더 빠르다.목적지가 전주라도 완주 나들목이나 소양 나들목을 이용해서 국도를 타는 것이 빠르다.광주 방향으로 갈 때도 서전주 나들목이나 김제 나들목을 이용하는 것이 더 빠르다.

## 연혁
- 1970년 12월 30일 : 호남고속도로 대전 ~ 전주 구간 개통과 함께 통행 개시[1]
- 1986년 7월 10일 : 요금소 개축을 위해 전라북도 완주군 조촌면 용정리 100m 구간 도로구역 변경[2]
- 2001년 4월 2일 : 2002년 4월까지 나들목 개량 공사로 인해 전라북도 전주시 용정동 816m 구간 도로구역 변경[3]
- 2002년 5월 11일 : 현재의 위치로 이전

## 구조물 정보
- 위치: 전북특별자치도 전주시 덕진구 용정동
- 영업소: 전북특별자치도 전주시 덕진구 동부대로 1723 (용정동)
- 한국도로공사 전북본부: 전북특별자치도 전주시 덕진구 번영로 420 (용정동)

## 접속하는 도로
- 동부대로 (국도 제21호선, 국도 제26호선)
- 간접 연결 : 국도 제1호선 (삼례로, 혁신로, 동신광장 이용), 기린대로, 온고을로 (반월 교차로 이용)

## 교통량 정보
| 요금소        | 통행량 (대/일) | 통행량 (대/일) | 통행량 (대/일) | 통행량 (대/일) | 통행량 (대/일) | 통행량 (대/일) | 통행량 (대/일) | 통행량 (대/일) | 통행량 (대/일) | 통행량 (대/일) | 각주  |
| 요금소        | 2001년         | 2002년         | 2003년         | 2004년         | 2005년         | 2006년         | 2007년         | 2008년         | 2009년         | 2010년         | 각주  |
| ------------- | -------------- | -------------- | -------------- | -------------- | -------------- | -------------- | -------------- | -------------- | -------------- | -------------- | ----- |
| 전주 (폐쇄식) | 9,583          | 9,351          | 10,992         | 10,918         | 10,971         | 11,494         | 11,993         | 10,885         | 10,383         | 10,202         | [ 4 ] |
| 요금소        | 2011년         | 2012년         | 2013년         | 2014년         | 2015년         | 2016년         | 2017년         | 2018년         | 2019년         |                | [ 4 ] |
| 전주 (폐쇄식) | 9,569          | 9,351          | 9,745          | 10,183         | 10,568         | 10,612         | 9,821          | 9,491          | 9,595          |                | [ 4 ] |